# Paratendipes plebeius
Paratendipes plebeius är en tvåvingeart som först beskrevs av Johann Wilhelm Meigen 1818.  Paratendipes plebeius ingår i släktet Paratendipes och familjen fjädermyggor. Arten har ej påträffats i Sverige. Inga underarter finns listade i Catalogue of Life.